# Грегор Шлиренцауер
Грегор Шлиренцауер (Инзбрук, 7. јануар 1990) бивши је аустријски ски-скакач. Рођен је у Инзбруку, главном граду области Тирол у Аустрији. Био је јуниорски шампион у скијашким скоковима у сезони 2005/2006, након чега је почео професионалну каријеру у сезони 2006/2007. са 16 година. У августу 2008. године победио је на летњем Гранд При такмичењу.
Један је од најуспешнијих ски скакача свих времена; Освојио је двије титуле у Светском купу, два пута је освојио турнеју Четири скакаонице, док је три пута освојио титулу у скијашким летовима на Светском купу и два пута у нордијском такмичењу. Освојио је четири медаље на Зимским олимпијским играма, 12 на Свјетском првенству у скијашким скоковима и пет на Свјетском првенству у скијашким летовима.
Током сезоне 2008/09. остварио је 13 победа у Светском купу, чиме је срушио рекорд Јанеа Ахонена од 12 победа; такође, изједначио је рекорд од шест победа заредом у једној сезони који су заједно држали Ахонен, Мати Хаутамаки и Томас Моргенштерн. На дан 26. јануара 2013. године, изједначио је рекорд Матија Никенена од 46 индивидуалних победа у Светском купу, а у каријери их је остварио укупно 53, по чему је рекордер у мушкој конкуренцији.
На дан 21. септембра 2021. године, на свом веб-сајту је објавио да завршава каријеру.

## Јуниорска каријера
Први пут на скије је стао са само две године. Када је имао осам година, почео је да тренира скијашке скокове, у клубу "SV Innsbruck-Bergisel". Његов ујак, Маркус Прок, одлучио је да буде његов менаџер. Захваљујући свом ујаку, Шлиренцауер је потписао уговор са компанијом скија "Fischer" 2001. године, а пет година касније и са компанијом "Red Bull".
Такмичио се у јуниорском Континенталном купу. У фебруару 2006. године, освојио је Јуниорско светско првенство у Крању, Словенија. Тренер аустријске професионалне репрезентације, Александер Појтнер, позвао је Шлиренцауера да се такмичи у Светском купу. Његов први наступ био је 12. марта 2006. на скакаоници Холменколен, када је заузео 24. место.

## Каријера у Светском купу

### 2006—2007.
3. децембра 2006. победио је у Лилехамеру, Норвешка, и постао најмлађа особа која је победила на тој скакаоници. Са само 16 година, 31. децембра 2006. победио је у Оберстдорфу, прво од Четири скакаонице. Финска штампа је писала о томе како је Шлиренцауер сувише лаган, да нема довољну тежину. Ипак, није било доказа да је то истина. Иако то није рекао, ти трачеви су га уздрмали, тако да, иако је на свој 17. рођендан победио у Бишосхофену, завршио је други на турнеји Четири скакаонице 2006/2007.
Заузео је четврто место у Светском купу 2006/07. Једно време био је други, у једном тренутку чак и први, али је Пољак Адам Малиш преотео прво место Андерсу Јакобсену (Норвешка). Тренер аустријске репрезентације није дозволио Шлиренцауеру да се такмичи на Планици, сматрајући да је та скакаонице превише за њега. Зато је завршио четврти.

### 2007—2008.
Сезона 2007/2008. је и те како успешна за њега. Био је један од претендената да освоји турнеју Четири скакаонице, међутим, на четвртој скакаоници у Бишосхофену је катастрофално скочио, због јако лоших временских услова, завршивши на 12. месту. У јануару 2008. је победио на скакаоници у Закопанама (Пољска), што је била његова друга победа у сезони (прва је била у оквиру Четири скакаонице у Гармиш-Партенкирхену). У фебруару 2008. освојио је златну медаљу на Светском првенству у ски-летовима, индивидуално и са аустријским тимом. Победивши у Лилехамеру (7. март 2008) и Ослу (9. март 2008), освојио је Нордијску турнеју.
На крају сезоне 2007/2008, на такмичењу 14. марта на Планици (Словенија), првог дана такмичења скочио је 232,5 метара, оборивши национални рекорд. Наредног дана, када је било тимско такмичење, направио је скок 233,5 метара, што је свега шест метара краће од историјског рекорда. Ово је четврта дужина једног скока у историји. Грегор Шлиренцауер је победом 16. марта обележио крај ове сезоне, што обећава његов успех у сезони 2008/2009. Сезону је завршио као други скакач света.

### 2008—2009.
Грегор Шлиренцауер такмичио се у летњем Гранд При такмичењу, које је одржано крајем јула и почетком августа. На такмичењу у Хинтерцартену је победио у тимској конкуренцији за Аустрију, заједно са Мануелом Фетнером, Моргенштерном и Андреасом Кофлером. Индивидуално је освојио 6. место. У Еинсделну је био други, а у Куршевелу четврти. Победио је у Прађелату, и то је било довољно да буде први у укупном пласману. Грегор Шлиренцауер је 2007. био трећи, а сада је победио.

## Приватни живот
Грегор Шлиренцауер је рођен 7. јануара 1990. у Инзбруку, главном граду аустријске области Тирол. Његови родитељи се зову Пол и Анхелика. Има старију сестру, Глорију, и млађег брата, Лукаса. Његос ујак је Маркус Прок, који је освојио три Олимпијске медаље у вожњи санки. Шлиренцауер је од рођења глув на своје лево уво.
Шлиренцауер живи у Фулпмесу, Тирол, Аустрија, и иде у школу „Skigymnasium“, где је [2008]]. матурирао у Економској школи. Пре тога, ишао је у школу попут Филолошке гимназије, али није могао да ухвати корак с предавањима због својих честих тренига. Ипак, програм у „Skigymnasium“ му је одговарао.
Приватно воли музику, кување, голф, фудбал и тенис. У једном интервјуу, рекао је, да није постао ски-скакач, вероватно би био тенисер или фудбалер.
Један од најбољих пријатеља му је и тимски колега Томас Моргенштерн.

## Подијуми
Светско првенство у ски-летовима
- 2008 - Оберстдорф, , 1. место, појединачно
- 2008 - Оберстдорф, , 1. место, екипно (са Моргенштерном, Кохом и Кефлером)

Светско ски такмичење
- 2007 - Сапоро, , 1. место, велика скакаоница тимски (са Лоицлом, Кефлером и Моргенштерном)
- 2007 - Сапоро, 8. место, нормална скакаоница
- 2007 - Сапоро, 10. место, велика скакаоница

Светско јуниорско првенство
- 2006 - Крањ, , 1. место, велика скакаоница

Светски куп
- 2006 - Лилехамер, , 1. место, велика скакаоница
- 2006 - Енгелберг, , 1. место, велика скакаоница
- 2006 - Оберстдорф, , 1. место, велика скакаоница
- 2006 - Бишосхофен, , 1. место, велика скакаоница
- 2007 - Титисе-Нустад, , 2. место, велика скакаоница
- 2007 - Клигентал, , 1. место, велика скакаоница
- 2007 - Вилинген, , 1. место, велика скакаоница, екипно (са Лоицлом, Паулијем и Кефлером)
- 2007 - Лахти, , 1. место, велика скакаоница, екипнп (са Хелвартом, Кефлером и Моргенштерном)
- 2007 - Кусамо, , 2. место, велика скакаоница, екипно (са Лоицлом, Моргенштерном, Кохом)
- 2007 - Трондхајм, , 2. место, велика скакаоница
- 2007 - Вилах, , 3. место, нормална скаконица
- 2007 - Вилах, , 2. место, нормална скакаоница
- 2007 - Енгелберг, , 2. место, велика скакаоница
- 2007 - Оберстдорф, , 2. место, велика скакаоница
- 2008 - Гармиш-Партенкирхен, , 1. место, велика скакаоница
- 2008 - Закопане, , 1. место, велика скакаоница
- 2008 - Либерец, , 2. место, велика скакаоница
- 2008 - Либерец, , 2. место, велика скакаоница
- 2008 - Лилехамер, , 1. место, велика скакаоница
- 2008 - Осло, , 1. место, велика скакаоница
- 2008 - Планица, , 1. место, велика скакаоница
- 2008 - Планица, , 3. место, велика скакаоница, екипно (са Моргенштерном, Кохом и Кефлером)
- 2008 - Планица, , 1. место, велика скакаоница

Светски Гранд При
- 2006 - Хинтерцартен, , 1. место, нормална скакаоница, екипно (са Лоицлом, Фетнером и Андреасом Кефлером)
- 2006 - Хинтерцартен, , 3. место, нормална скакаоница
- 2006 - Ајнселден, , 2. место, велика скакаоница
- 2007 - Куршевел, , 1. место, велика скакаоница
- 2007 - Хинтерцартен, , 1. место, нормална скакаоница, екипно (са Лоицлом, Моргенштерном и Андреасом Кефлером)
- 2007 - Хинтерцартен, , 3. место, нормална скакаоница
- 2007 - Прађелато, , 1. место, велика скакаоница
- 2007 - Клигентал, , 1. место, велика скакаоница
- 2008 - *2007 - Хинтерцартен, , 1. место, нормална скакаоница, тимски (са Мануелом Фетнером, Моргенштерном и Андреасом Кефлером)
- 2008 - Прађелато, , 1. место, велика скакаоница

Континентал куп
- 2006 - Вилах, , 1. место, велика скакаоница

ФИС куп
- 2006 - Сифилд, , 2. место, нормална скакаоница
- 2006 - Зао, , 2. место, нормална скакаоница
- 2006 - Сапоро, , 1. место, нормална скакаоница
- 2006 - Сапоро, , 2. место, велика скакаоница

ФИС Пробој
- 2005 - Предацо, , 1. место, нормална скакаоница
- 2005 - Предацо, , 2. место, нормална скакаоница